# ولبرسویک
ولبرسویک (به انگلیسی: Walberswick) یک روستا و محله مدنی در بریتانیا است که در Suffolk Coastal واقع شده‌است. ولبرسویک ۳۸۰ نفر جمعیت دارد.